# Psychobilly
Psychobilly – gatunek muzyki wywodzącej się z brytyjskiego punk rocka lat siedemdziesiątych oraz amerykańskiego rockabilly lat pięćdziesiątych.
Za twórców psychobilly uznaje się zespół The Meteors. Lirycznie opiera się głównie na horrorach, przemocy, seksualności oraz innych tematach stanowiących temat tabu. W muzyce często zamiast gitary basowej stosuje się kontrabas, gitary typu hollow body oraz wzmacniacze i sprzęt typu vintage. Sam image artystów nawiązuje do zagadnień wprost z horroru, wszechobecne i pożądane są czaszki, krew i wizerunek zombi, śmierć. Częstym motywem, zwłaszcza u kobiet jest wzór materiału tzw. panterka. Psychogirl łączą w sobie wizerunek przerażający i bardzo kobiecy (kokardki, wisienki, czaszki, mocne pomadki i stroje à la pin-up).

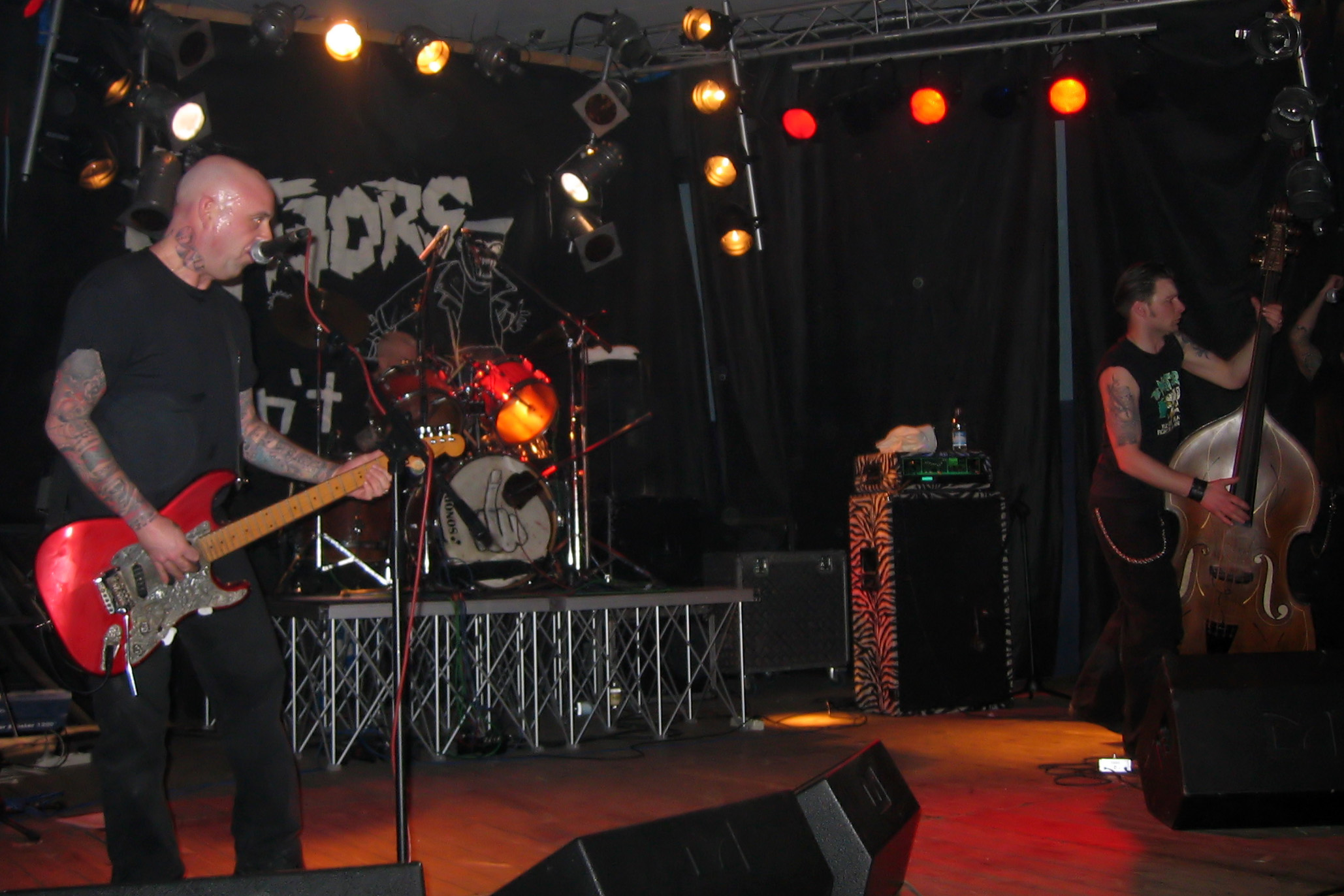
The Meteors - jeden z pionierów gatunku psychobilly